# Pergamon (miasto)

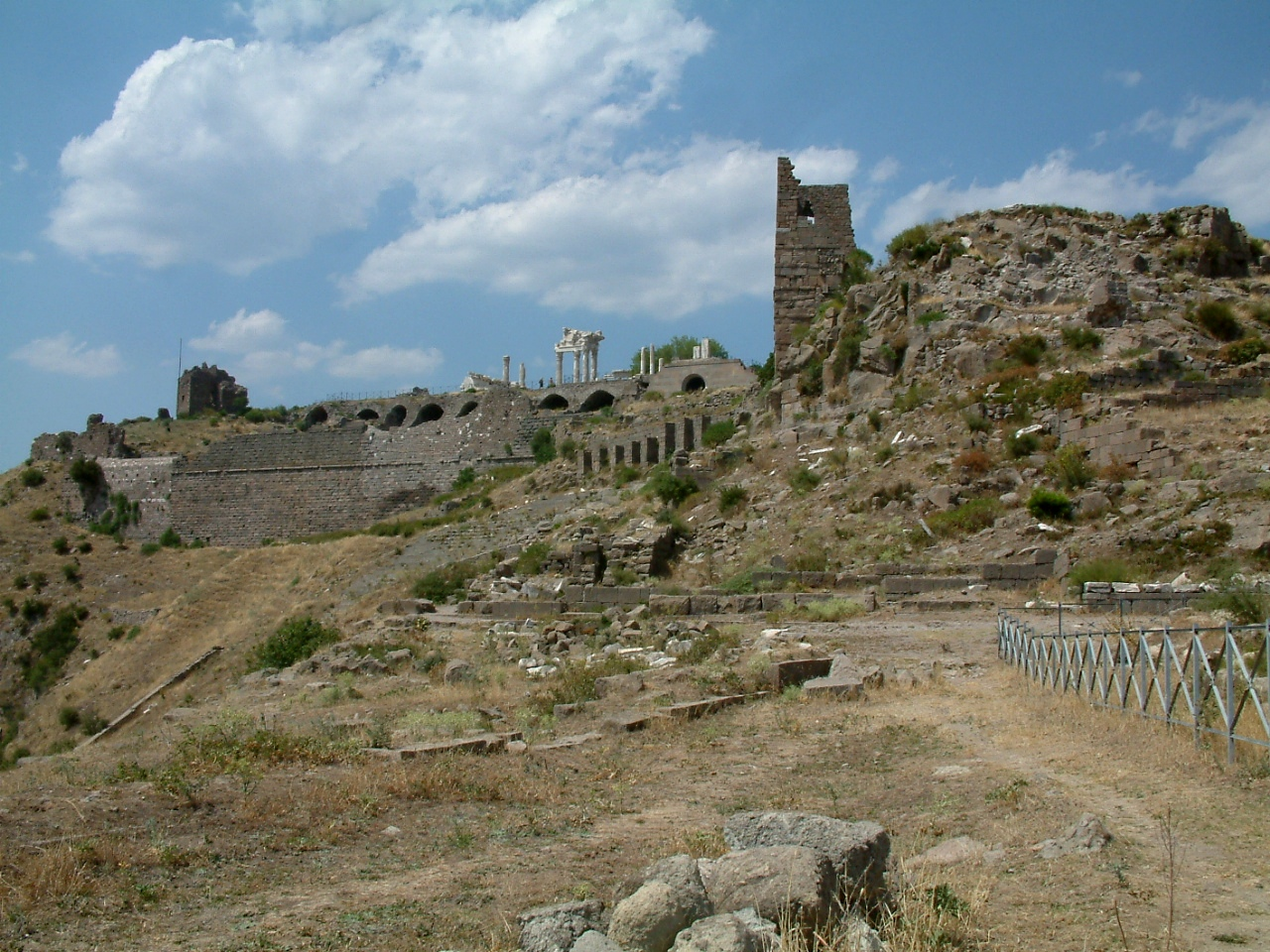
Akropol, po lewej ruiny świątyni Trajana

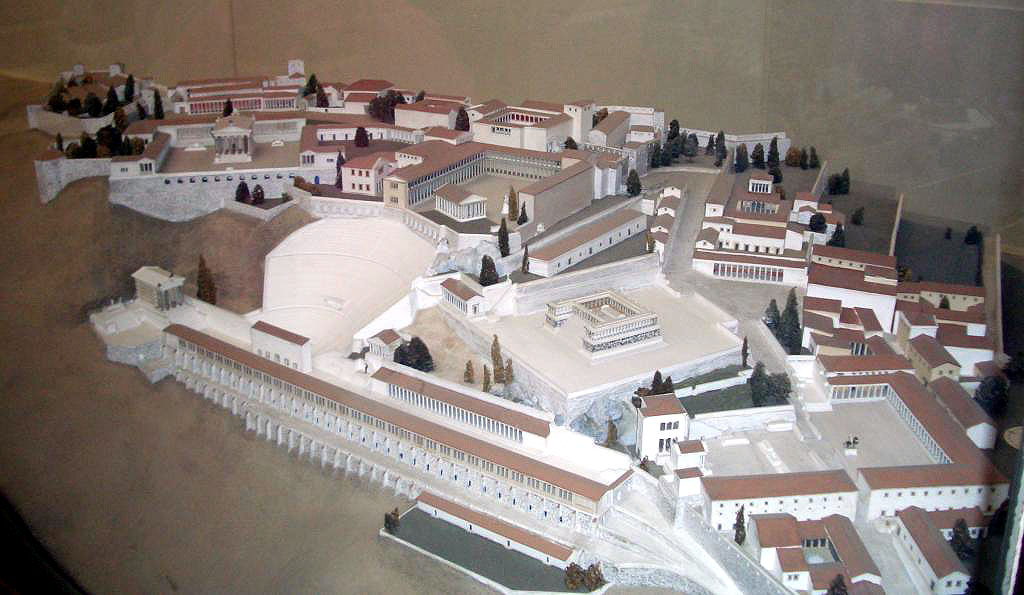
Model Akropolu z Pergamonu w Muzeum Pergamońskim

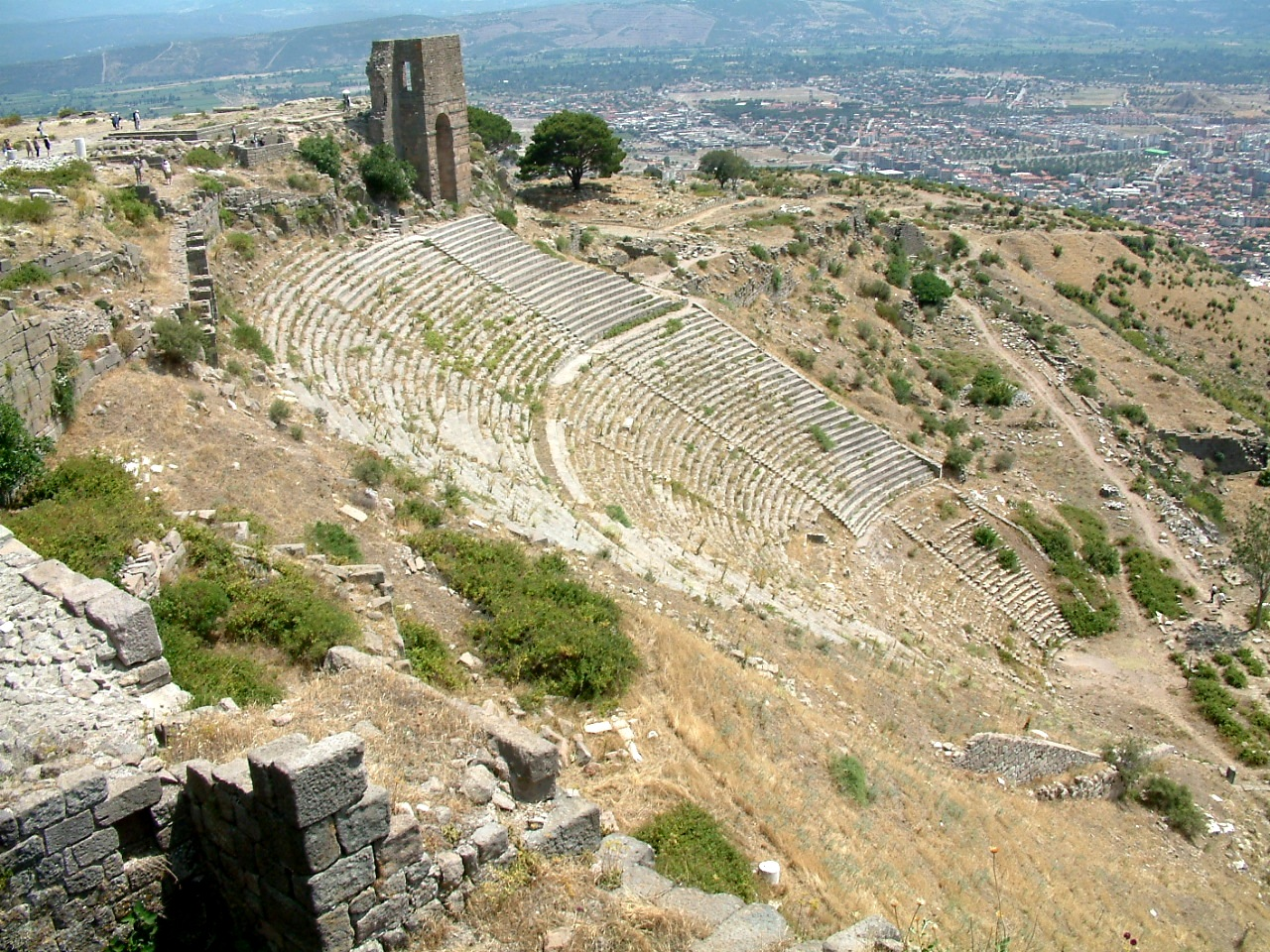
Teatr

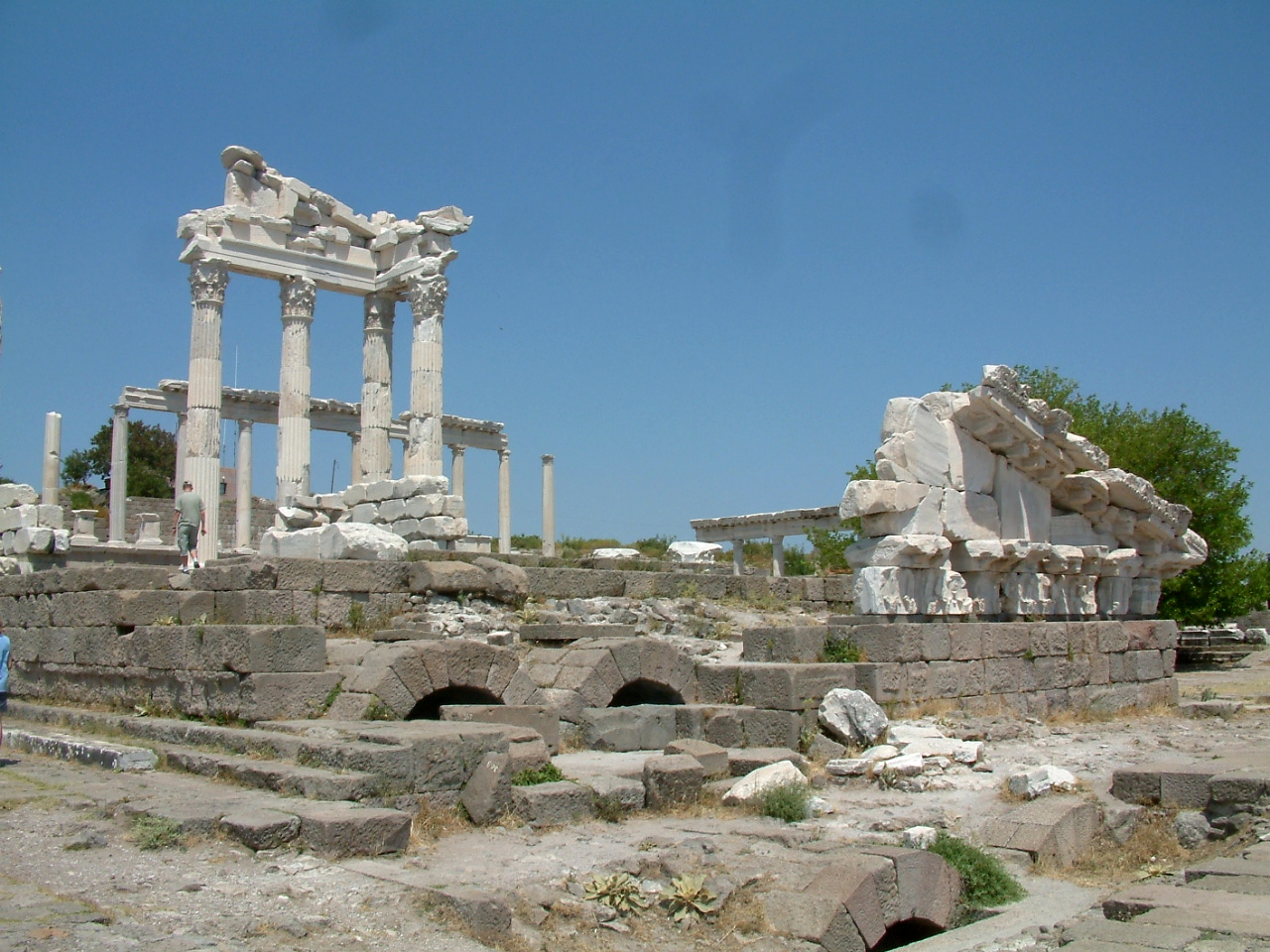
Świątynia Trajana

Pergamon (stgr. Πέργαμον Pérgamon, łac. Pergamum) – miasto w starożytnej Myzji, w Azji Mniejszej, stolica państwa pergamońskiego, współcześnie stanowisko archeologiczne w pobliżu miasta Bergama w Turcji, położonego poniżej starożytnego akropolu. W 2014 zostało wpisane na listę światowego dziedzictwa UNESCO.
Założenie miasta przypisywane jest Eolom i datowane nawet na VIII w. p.n.e. Pierwszy raz pojawia się w źródłach historycznych w Anabazie Ksenofonta. Panowała tam wtedy Hellada, wdowa po królu Gongylosie z Eretrii.
Później miasto wchodziło w skład imperium Aleksandra Wielkiego. Po jego śmierci w Pergamonie władzę sprawował Lizymach, który rozbudował i wzmocnił fortyfikacje miasta służącego mu za skarbiec, gdzie ukrył skarb zdobyty podczas walk o władzę (wojny diadochów). Jego wojska zostały pokonane przez Seleukosa w bitwie pod Kuropedion w lutym 281 p.n.e., w której Lizymach zginął, a pozostawiony przez niego dla obrony Pergamonu Filetajros Pergameński jeszcze w 282 p.n.e. opanował akropol ogłaszając się władcą miasta i sprzymierzeńcem Seleukosa.
Filetajros, założyciel dynastii Attalidów, władał Pergamonem do 263 p.n.e., a po jego bezpotomnej śmierci miasto odziedziczył bratanek Eumenes I. Kolejnym władcą był jego adoptowany syn Attalos I, który w 240 p.n.e. nad Kaikos pokonał Galatów i ogłosił się królem Pergamonu. Rządy Attalosa I zapoczątkowały znaczny rozkwit i rozwój terytorialny państwa pergamońskiego, a w 205 p.n.e. doprowadził on do przymierza z Rzymem. Największy rozkwit miasta nastąpił za panowania Eumenesa II, spadkobiercy Attalosa I.
Od 133 p.n.e., na mocy testamentu Attalosa III miasto przeszło pod panowanie Rzymian jako stolica rzymskiej prowincji Azji.
Pergamon należał do najpiękniejszych miast hellenistycznych stanowiąc doskonały przykład urbanistyki hellenistycznej. Za panowania dynastii Attalidów rozbudowano miejscowy akropol położony na wzgórzu o wysokości 300 m. Rozplanowanie licznych budowli i siatka ulic nawiązywały do ukształtowania terenu, a całość otaczały mury obronne. W skład kompleksu wchodziły m.in.:
- wielka Biblioteka Pergamońska (druga po Bibliotece Aleksandryjskiej), której budowę rozpoczął Attalos I; zbiory jej liczyły ok. 200 000 zwojów;
- teatr dla 10 000 widzów, którego rozwiązanie architektoniczne wzorowane jest na teatrach greckich. Widownia została wbudowana w strome zbocze i rozbudowana mocno wzwyż na wąskim wycinku koła (ukształtowanie zbocza nie pozwoliło na wybudowanie typowej widowni opartej na planie zbliżonym do półkola);
- świątynia Dionizosa znajdująca się poniżej teatru, z której pozostały nieliczne fragmenty;
- świątynia Ateny Polias zbudowana na tarasie w sąsiedztwie biblioteki;
- dziedziniec z propylejami;
- pałac królewski i arsenał;
- słynny Wielki Ołtarz Zeusa (Ołtarz pergamoński) poświęcony Zeusowi i Atenie, zbudowany w II wieku p.n.e. dla uczczenia zwycięstwa nad Galatami. Elementy ołtarza zostały odkryte przez Carla Humanna i wywiezione za zgodą sułtana do Berlina, gdzie całość zrekonstruowano i wystawiono w Muzeum Pergamońskim. Na tarasie akropolu pozostała jedynie podbudowa ołtarza;
- gimnazjon o wymiarach 200 na 150 metrów, o trzech kondygnacjach, w których znajdowały się sale wykładowe, biblioteka, łaźnia i świątynia.

Na akropolu znajduje się także częściowo zrekonstruowana świątynia Trajana, zbudowana faktycznie przez Hadriana i poświęcona Zeusowi, Trajanowi oraz Hadrianowi. Jest to jedyna budowla, która przetrwała na wzgórzu z czasów cesarstwa rzymskiego. W dobrym stanie zachowała się tylko podziemna część budowli wykorzystywana jeszcze w średniowieczu jako magazyny.
Poza wzgórzem akropolu w pobliskiej dolinie mieścił się słynny asklepiejon.
W okresie hellenistycznym rozpoczęto wyrób pergaminu – materiału, który rozsławił miasto. Znane było ono także ze słynnej szkoły rzeźbiarskiej (z której pochodzi zachowana fragmentarycznie rzeźba „Grupa Galów”) oraz szkoły filozoficznej (z którą związany był Krates z Mallos). W starożytności Pergamon stanowił ważny ośrodek polityczny, handlowy i rolniczy.
Wykopaliska archeologiczne na tym terenie zapoczątkował w 1878 Carl Humann, odkrywca ołtarza pergamońskiego. W pracach wykopaliskowych brali udział m.in. Alexander Conze i Wilhelm Dörpfeld.